# Shokugeki no Sōma
Shokugeki no Sōma (Nhật: 食戟のソーマ (Thực kích Sōma) ) là một series manga shōnen Nhật Bản được viết bởi Tsukuda Yūto và minh hoạ bởi Saeki Shun. Morisaki Yuki là cộng tác viên. Các chương riêng lẻ đã được xuất bản trong Tuần san Shōnen Jump kể từ ngày 26 tháng 11 năm 2012, với các volume tankōbon được phát hành bởi Shueisha. Tính đến tháng 7 năm 2017, 25 tập đã được phát hành tại Nhật Bản. Được cấp phép bởi Viz Media, người đã phát hành kể từ ngày 18 tháng 3 năm 2014 và phát hành tập đầu tiên được in vào ngày 5 tháng 8 năm 2014. Một anime được J.C.Staff điều chỉnh từ ngày 3 tháng 4 năm 2015 đến ngày 25 tháng 9 năm 2015. Mùa thứ hai phát sóng từ ngày 2 tháng 7 năm 2016 đến ngày 24 tháng 9 năm 2016. Phiên bản lồng tiếng Việt bắt đầu được trình chiếu ở Việt Nam từ ngày 1 tháng 4 năm 2024.

## Nội dung
Truyện kể câu chuyện về một chàng trai tên là Yukihira Sōma, người mơ ước trở thành một đầu bếp chuyên nghiệp trong nhà hàng của bố mình và vượt qua kỹ năng nấu nướng của bố. Nhưng cũng giống như Sōma sinh viên tốt nghiệp trung học, bố cậu, Yukihira Jōichirō, nhận được một công việc mới đòi hỏi cậu phải đi khắp thế giới và đóng cửa tiệm của mình. Tuy nhiên, tinh thần chiến đấu của Sōma lại được thổi lên bởi một thách thức từ Jōichirō, để tồn tại trong một trường dạy nấu ăn tinh hoa tên là Tootsuki, nơi chỉ có 10% sinh viên hoàn thành tốt nghiệp, nơi cậu gặp nhiều sinh viên tuyệt vời và trải nghiệm những sự kiện mới cho phép cậu mài dũa kỹ năng nấu nướng của mình.

## Sản xuất

### Manga
Bộ truyện đã bắt đầu như một cú sút trong Tuần lễ Shounen Jump của Shueisha vào tháng 4 năm 2012 và sau đó bắt đầu như là một loạt vào tháng 11 năm 2012. Khối lượng tankôbon đầu tiên được xuất bản vào ngày 4 tháng 4 năm 2013. Tính đến tháng 7 năm 2017, 25 tập đã được xuất bản. Viz Media đã cấp phép manga cho Bắc Mỹ và xuất bản tập đầu tiên vào ngày 5 tháng 8 năm 2014.

### Anime
Một anime đã được Shueisha thông báo vào tháng 10 năm 2014. Bộ phim được đạo diễn bởi Yonetani Yoshitomo tại J.C.Staff với Yasukawa Shogo với tư cách là biên kịch kịch bản và Matsuoka Yoshitsugu lồng tiếng nhân vật chính, Yukihira Sōma. Crunchyroll bắt đầu phát sóng anime vào ngày 3 tháng 4 năm 2015. [8] Sentai Filmworks đã cấp phép anime cho phát hành video kỹ thuật số và nhà ở Bắc Mỹ. Trong mười bốn tập đầu tiên, chủ đề mở đầu của chương trình là "Kibo no Uta" của Ultra Tower, và chủ đề kết thúc là "Spice" (スパイス  Supaisu) của Tokyo Karankoron. Từ tập 15 trở đi, chủ đề mở màn là "Rising Rainbow" của Misokkasu, trong khi chủ đề kết thúc là "Sacchan's Sexy Curry" của Seiko Oomori. Một đoạn phim hoạt hình dài 25 phút được kèm với tập 19 của manga, được phát hành vào ngày 4 tháng 7 năm 2016.
Mùa giải thứ 13, mang tên Shokugeki no Sōma: Ni no Sara (食戟のソーマ 弍ノ皿, "Thực kích Sōma: Món thứ hai"), bắt đầu phát sóng vào ngày 2 tháng 7 năm 2016. Bài hát chủ đề mở đầu của season thứ hai là "Rough Diamonds" theo chế độ SCREEN, và bài hát chủ đề kết thúc là "Snowdrop" (スノードロップ) của Nano Ripe.
Mùa thứ ba ra mắt vào ngày 4 tháng 10 năm 2017. Bài hát chủ đề mở đầu là "Braver" của Zaq, và bài hát chủ đề kết thúc là "Kyokyo Jitsujitsu" (虚虚実実) của Nano Ripe.

## Ảnh hưởng
Đó là số mười hai vào năm 2014 Kono Manga ga Sugoi! Cuộc khảo sát 20 Người Manga dành cho Người Độc thân Người đọc nhất và nó là số ba trong Cuốn đề cử Comics Khuyến khích của Nhân viên Toàn quốc năm 2014.
Tập 1 đã bán được 139.657 bản tính đến ngày 28 tháng 4 năm 2013,tập 2 đã bán 176.682 bản tính đến ngày 16 tháng 6 năm 2013; tập 3 đã bán được 238.590 bản tính đến ngày 18 tháng 8 năm 2013, tập 4 đã bán được 252.975 bản tính đến ngày 22 tháng 9 năm 2013; tập 5 đã bán được 271.570 bản tính đến ngày 22 tháng 12 năm 2013tập 6 đã bán được 277.726 bản tính đến ngày 23 tháng 2 năm 2014; và tập 7 đã bán được 279.364 bản tính đến ngày 20 tháng 4 năm 2014.